# (100744) 1998 DU36
(100744) 1998 DU36 es un asteroide perteneciente al cinturón de asteroides descubierto el 28 de febrero de 1998 por Claes-Ingvar Lagerkvist desde el Observatorio de La Silla, Chile.

## Designación y nombre
Designado provisionalmente como 1998 DU36.

## Características orbitales
1998 DU36 está situado a una distancia media del Sol de 2,249 ua, pudiendo alejarse hasta 2,489 ua y acercarse hasta 2,008 ua. Su excentricidad es 0,106 y la inclinación orbital 3,685 grados. Emplea 1232,32 días en completar una órbita alrededor del Sol.

## Características físicas
La magnitud absoluta de 1998 DU36 es 15,9. 